# Chrysis borealis
Chrysis borealis is een vliesvleugelig insect uit de familie van de goudwespen (Chrysididae). De wetenschappelijke naam van de soort is voor het eerst geldig gepubliceerd in 2015 door Paukkunen, Ødegaard & Soon. De soort komt voor in Denemarken, Noorwegen, Zweden, Finland, Rusland en Estland.